# Шкапій Степан Михайлович
Шкапій Степан Михайлович — український письменник, гуморист, журналіст.

## Біографія
Народився в 1954 році в с. Осталовичі Перемишлянського району Львівщини в сім'ї вчителів. Навчався в середній школі с. Липівці, с. Болотня, м. Перемишляни, згодом у Львівському електротехнікумі зв'язку за спеціальністю технік-електрик провідного зв'язку.
Працював у системі Міністерства промислового будівництва України, в комбінаті «Хмельницькпромбуд», Виробничо-технічному вузлі зв'язку Мінпромбуду, будівельній компанії «Укрбуд».
Із 1976 року проживає у м. Хмельницькому.

## Творчість
У 2017 році став членом Національної спілки журналістів України, у 2023 — Національної спілки письменників України.
У творчому доробку письменника віршовані привітання, дружні шаржі, пародії і гуморески. Друкувався в газетах Хмельниччини — «Подільські вісті», «Проскурів», «Голос України», «Гомін України» (м.Торонто, Канада), «Сільські Вісті», «Вільне Слово», «Сімейна газета» тощо, збірниках «Слово єднає!», журналах та альманахах: «Перець»,  «Південний Буг», «Медобори» та ін.

## Видання автора
У 2015 році вийшла автобіографічна книжка «Рими й рядки поміж ними».
У 2017 році вийшла збірка гуморесок «Джакузі».
У 2018 році збірка гуморесок і не тільки «Чилі».
У 2018 році в співавторстві з Г.Тукачовим і Л.Рудковською – збірка «Поет не може  без сонета».
У 2020 році – гумористична збірка «Усміхнена рима».
У 2024 році - збірка пародій "Смики й пересмики"